# Netzwerk Autorenrechte
Das Netzwerk Autorenrechte ist ein Informationsnetzwerk und eine verbandsübergreifende Interessenvertretung von deutschsprachigen Autoren- und Übersetzerverbänden.

## Gründung und Aktivitäten
Das Netzwerk wurde am 2. Oktober 2016 in Berlin als gemeinsame Interessenvertretung von mehr als 7000 Schriftstellern gegründet, um Autoren eine starke Stimme gegenüber Gesetzgeber und Rechteverwertern zu geben. Damit wurde das Netzwerk zu einem wichtigen Sprachrohr der deutschen Autoren im Rahmen der Debatte um eine Novelle des Urhebervertragsrechts. Am 16. Dezember 2016 hatte der deutsche Bundestag eine Novellierung des Urhebervertragsrechts beschlossen.
Das Netzwerk verfolgt auch in der Zukunft das Ziel, Rückrufrechte für Autoren im Gesetz zu verankern und ein weitgehendes Verbandsklagerecht durchzusetzen. Es setzt sich für eine angemessene Vergütung von Schriftstellern ein und tritt als Multiplikator gegenüber dem deutschen und dem europäischen Gesetzgeber auf. Außerdem setzt es sich kritisch mit der digitalen Leihe (E-Lending), insbesondere mit der Onleihe auseinander.
Impulsgeberin des Netzwerks ist die Schriftstellerin Nina George. Das Netzwerk wird unterstützt vom Förderverein Buch e.V.

## Mitgliedsvereine
Folgende Autorenverbände sind Mitglied des Netzwerks Autorenrechte und entsenden Vorstandsmitglieder zu den mehrmals jährlich stattfindenden Arbeitstreffen:
- 42erAutoren
- AdS – Autorinnen und Autoren der Schweiz
- Autorinnenvereinigung
- Bundesverband junger Autoren und Autorinnen (BVjA)
- Bundeskongress Kinderbuch
- DeLiA e.V. – Deutsche Liebesautorinnen und -autoren
- Homer – Historische Literatur
- IG Autorinnen Autoren
- Mörderische Schwestern
- Phantastik-Autoren-Netzwerk (PAN)
- PEN-Zentrum Deutschland
- P.E.N.-Zentrum deutschsprachiger Autoren im Ausland
- Selfpublisher-Verband
- Syndikat
- Verband deutscher Schriftsteller in ver.di (VS)
- Verband deutschsprachiger Übersetzer literarischer und wissenschaftlicher Werke, VdÜ, im VS